# Porażenie
Porażenie, paraliż (łac. plegia) – stan charakteryzujący się całkowitą niemożnością wykonywania ruchu, na skutek braku dopływu bodźców nerwowych do mięśni. 
Wyróżnia się:
- porażenie wiotkie pochodzenia neurogennego – spowodowane uszkodzeniem obwodowym nerwów (np. pourazowe, poinfekcyjne, nowotworowe), przewodzących impulsację nerwową z ośrodków wyższych do efektora, którym jest mięsień. Neurologiczne objawy porażenia wiotkiego, to: duże obniżenie napięcia mięśniowego, zanik mięśni, drżenie pęczkowe mięśni, zniesienie odruchów w objętej paraliżem kończynie, neurogenny zapis w elektromiogramie.
- porażenie wiotkie pochodzenia miogennego – związane z uszkodzeniem samego mięśnia lub grupy mięśniowej najczęściej na skutek urazu, niedorozwoju, miopatii.
- porażenie spastyczne – porażenie kurczowe – spowodowane uszkodzeniem ośrodkowego układu nerwowego. Objawami paraliżu spastycznego są: wzmożone napięcie mięśniowe, brak zaniku mięśni, brak zmian w badaniu elektromiograficznym, odruchy kloniczne, odruchy patologiczne, zniesienie odruchów powierzchniowych.
- porażenie przysenne – stan występujący podczas zasypiania lub rzadziej podczas przejścia ze snu do czuwania, objawiający się porażeniem mięśni (katapleksja) przy jednoczesnym zachowaniu pełnej świadomości. Osoba doświadczająca paraliżu przysennego ma wrażenie ogarniającej niemocy, nie jest w stanie wykonać żadnych ruchów, mówić ani otworzyć oczu. Zjawisku temu towarzyszą zazwyczaj bardzo nieprzyjemne doznania psychiczne, takie jak wrażenie ogłuszającego dudnienia lub dzwonienia w uszach, bezwładnego spadania, wykręcania ciała, przygniecenia klatki piersiowej lub kończyn. Prawie zawsze towarzyszy mu przyśpieszony rytm serca oraz uczucie strachu. Podczas paraliżu możliwe jest również występowanie różnego rodzaju halucynacji, zarówno wzrokowych jak i dotykowych.

## Egzoszkielety
Na świecie pracuje się nad egzoszkieletami, które pozwalają nawet całkowicie sparaliżowanym osobom poruszać się za pomocą umysłu (interfejs - mózg-komputer-egzoszkielet). Istnieją już prototypy na to pozwalające.